# Job (novela)

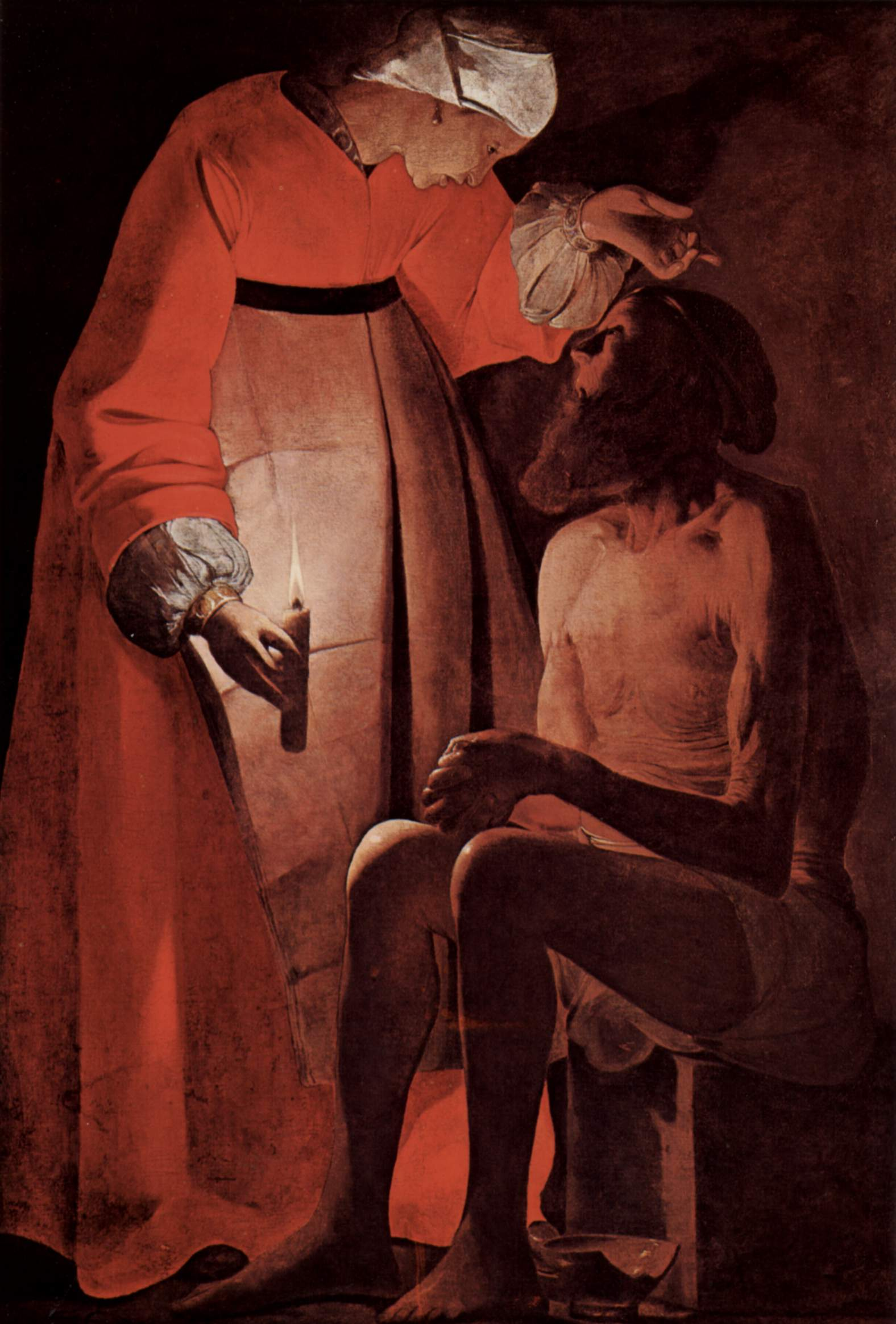
Job menospreciado por su esposa (c. 1625-1650). Óleo sobre lienzo, 145 x 97 cm (57 x 38,1 pulgadas)

Job. Novela de un hombre sencillo (en alemán, Roman eines einfachen Mannes) es una novela de Joseph Roth, escrita en 1930 e inspirada en el personaje bíblico de Job. Su ambientación refleja las difíciles condiciones de vida de los judíos de Europa Oriental, a principios del siglo XX, en una analogía moderna de la historia bíblica.
La novela trata sobre la ausencia de Dios y la falta de una Justicia divina que nos proteja ante las calamidades de la vida. Se centra en la vida de un hombre simple, bueno y piadoso, Mendel, judío ortodoxo cuya fe se debilita cuando se traslada desde la Rusia zarista a la ciudad de Nueva York. Sus penas nos recuerdan a las del Job bíblico: si es bueno y cumple con todos los preceptos, ¿por qué su vida se rodea de tragedia?

## Argumento
Joseph Roth (1894-1939) escribió Hiob. Roman eines einfachen Mannes como una leyenda jasídica. El protagonista es Mendel Singer, un judío piadoso que, a pesar de la dureza de su vida, se siente satisfecho con su mujer y sus cuatro hijos. Pero el pequeño, Menujim, sufre de epilepsia, aunque un rabino (Wunderrabbi) profetiza a la madre la curación del niño. El hijo mayor, Jonás, se enrola en el ejército ruso y el tercero, Schemaryahu, huye a América para no ir a la guerra. Allí se hace rico y se ofrece para apoyar a su familia. 
Para no perder a su hija Miriam que mantiene relaciones con un cosaco, el padre también decide emigrar, dejando a su hijo pequeño, víctima de una grave enfermedad que lo reduce a la condición de un niño de pocos meses, bajo la protección de una familia amiga. En América las cosas parecen ir bien; toda la preocupación del padre se cifra en conseguir que Menujim se una al resto de la familia en América. Pero al estallar la Primera Guerra Mundial Mendel pierde a sus hijos Jonás y Shemaryahu. Fallece también su mujer, Débora, y Miriam se vuelve esquizofrénica. Mendel Singer se rebela contra Dios maldiciéndolo. 
Entonces llega la noticia del fin del conflicto bélico y un soldado que regresa del frente trae una melodía, la Canción de Menujim, que Mendel no para de canturrear. En la fiesta de la Pascua el compositor de la canción, que es director de una orquesta de gira por América, encuentra a Mendel, para darse a conocer como su hijo Menujim ya curado. También es posible esperar que al fin se produzca, gracias a Menujim, la curación de Miriam. Estos milagros y el final feliz en la historia, como el del Job bíblico, constituyen toda una provocación en el mundo de la novela moderna. El relato se mejora con pasajes del Éxodo y de la tradición profética y mesiánica. Así la aparición de Menujim en la fiesta de Pascua puede leerse como correspondiente a la llegada de Elías, esperada por la tradición judía durante esta celebración festiva. 
La obra fluctúa entre la rebelión y la paz, la maldición y el perdón.

## Recepción
El libro fue reseñado en The New York Times en 1931, donde el crítico la comparó con las obras precedentes del autor: «El desarrollo de Roth como un novelista ha mostrado un gradual abandono de problemas y temas políticos como los que trató en A diestra y siniestra. Fuga sin fin contiene evidencia de una creciente vida interior[.] ... In [sic] Job, finalmente, parece admitir que la literatura debe seguir, no liderar, el cambio social; y en consecuencia ha vuelto sus ojos hacia dentro, a su yo espiritual, y hacia atrás a la tradición. Ha escrito una obra del tipo que los cronistas literarios gustan de llamar pura». El crítico escribió sobre la relación del libro con el material fuente: «Es el antiguo, familiar libro de Job, revisado en símbolos modernos. Como con otras grandes leyendas, el drama está debilitado con la modernización, pero la cualidad lírica de la prosa y la sabiduría innata del autor nos ayuda a olvidar eso». La crítica termina: «rara vez ha aparecido un libro en el que cada palabra está cargada tan intensamente con música y significado. Tan solo por su ternura y su belleza, Job merece una amplia audiencia». Harriet Porter de The Guardian reseñó el libro en 2000: «Roth captura verdades esenciales sobre la fe, la esperanza y la desesperación en su revisión de una historia bíblica. Su escritura es rica sin ser densa, y tiene una franqueza semejante a la fábula».
El compositor Erich Zeisl comenzó una ópera basada en la novela, y fue terminada por el compositor polaco Jan Duszynski y producido como Zeisls Hiob en Múnich en 2014.